# Ponora (affluent du Horyn)
Pour les articles homonymes, voir Ponora.
Le Ponora est un cours d'eau ukrainien, affluent de la rive droite du Horyn, dans le bassin du Dniepr.

## Géographie
Il s'est formé de plusieurs petits ruisseaux qui se rejoignent progressivement aux environs du village de Zhilintsy, dans le raïon de Chepetivka, dans l'oblast de Khmelnitski. Il arrose les territoires du raïon de Chepetivka et du raïon d'Iziaslav, et traverse notamment les villes et villages de Zhylyntsi, Priputni, Priputenka, avant de se jeter dans le Horyn, à hauteur de la ville d'Iziaslav.

## Sources
- (uk) Cet article est partiellement ou en totalité issu de l’article de Wikipédia en ukrainien intitulé « Понора (притока Горині) » (voir la liste des auteurs).